# Hyperstrotia villificans
Hyperstrotia villificans är en fjärilsart som beskrevs av Barnes och Mcdunnough 1918. Hyperstrotia villificans ingår i släktet Hyperstrotia och familjen nattflyn. Inga underarter finns listade i Catalogue of Life.